# Airy-0
Airy-0 är en liten nedslagskrater på planeten Mars, endast 500 m i diameter. Den ligger inuti kratern Airy och definierar Mars nollmeridian.